# Chionachne
Chionachne es un género de plantas herbáceas de la familia de las poáceas. Es originario de Malasia, Indochina y el este de Australia.

## Etimología
El nombre del género deriva del griego χιών - khiôn (nieve) y ἄχνη - akhnê (paja), una alusión a glumas de color pálido. 

## Citología
El número cromosómico básico del género es x = 10, con números cromosómicos somáticos de 2n = 20. diploide.

## Especies
- Chionachne barbata (Roxb.) Aitch.
- Chionachne biaurita Hack.
- Chionachne cyathopoda (F. Muell.) F. Muell. ex Benth.
- Chionachne gigantea (J. König) Veldkamp
- Chionachne hubbardiana Henrard
- Chionachne javanica (Henrard) Clayton
- Chionachne koenigii (Spreng.) Thwaites
- Chionachne macrophylla (Benth.) Clayton
- Chionachne massiei Balansa
- Chionachne punctata (R. Br.) Jannink
- Chionachne sclerachne F.M. Bailey
- Chionachne semiteres (Benth. ex Stapf) Henrard